# Kiküldetési rendelvény
A kiküldetési rendelvény olyan bizonylat, mellyel a hivatali illetve üzleti utazásokat van lehetőség elszámolni magángépjárműre, méghozzá bizonyos feltételek teljesítésével adómentesen. A kifizető két példányban készíti el, az első példány a kiállítóé, a második példány a kiküldötté. Amennyiben a kiküldetési rendelvényt nem őrzi meg a kiküldött, akkor a felmerült cégautóadót a kiküldött magánszemélynek kell megfizetnie. Formai követelményei nincsenek, azonban tartalmi követelményeknek meg kell felelnie. A kiküldetési rendelvény szigorú számadású bizonylat, tehát sima papíron, Wordben vagy Excel táblában nem lehet vezetni.
Hivatali, üzleti utazás fogalma
"a magánszemély jövedelmének megszerzése érdekében, a kifizető tevékenységével összefüggő feladat ellátása érdekében szükséges utazás – a munkahelyre, a székhelyre vagy a telephelyre a lakóhelyről történő bejárás kivételével –, ideértve különösen a kiküldetés (kirendelés) miatt szükséges utazást, továbbá az országgyűlési képviselő, a polgármester, az önkormányzati képviselő e tisztségével összefüggő feladat ellátása érdekében szükséges utazás (a lakóhelytől való távollét)."
A kifizető által a magánszemélynek a saját személygépkocsi használata miatt fizetett költségtérítés összegéből a kiküldetési rendelvényben feltüntetett km-távolság szerint az üzemanyag-fogyasztási norma és legfeljebb az állami adóhatóság által közzétett üzemanyagár, valamint 15 Ft/km általános személygépkocsi normaköltség alapulvételével kifizetett összeg igazolás nélkül elszámolható és adómentes.
A kiküldetési rendelvény nem azonos az útnyilvántartással, és nem használható fel a munkába járás elszámolásához!
Kiküldetési rendelvény nemcsak saját tulajdonú gépjármű használata esetén alkalmazható, hanem házastárs, közeli hozzátartozó gépkocsijának használata esetében is igényelhető a költségtérítés. 
A közeli hozzátartozó alatt a Polgári Törvénykönyvben meghatározott személyek értendőek: lehet a házastárs, egyeneságbeli rokon, örökbefogadott, mostoha- és a nevelt gyermek, örökbefogadó-, mostoha- és nevelőszülő és testvér.
A saját tulajdonú gépjármű tulajdonjogát 2018-tól törzskönyvvel kell igazolni a kötelező gépjármű felelősségbiztosítás befizetését igazoló szelvény helyett.
Kiküldetési rendelvény tartalmi követelményei:
- a magánszemély neve, adóazonosító jele
- a kiküldő cég nevét, telephelyét, címét, adószámát
- a gépjármű gyártmánya, típusának megnevezése, forgalmi rendszáma
- a hivatali, üzleti utazás(ok) célja, időtartama, útvonala
- a megtett távolságokat
- a futásteljesítmény
- az utazás költségtérítése, az élelmezési költségtérítése, valamint ezen költségtérítés(ek) kiszámításához szükséges adatok (üzemanyag-fogyasztási norma, üzemanyagár stb.)
- a kiküldő és a kiküldött aláírását
- a bizonylat sorszáma

Kiküldetési rendelvény nyomtatási minta_2021